# Tobias Barreto (Sergipe)
Para el filósofo y escritor, véase Tobias Barreto.
Tobias Barreto (antigua Vila de Campos do Rio Real) es un municipio brasileño del estado de Sergipe. Fue fundada en el 7 de junio de 1835. Se encuentra a una latitud de 11º11'02" Sur y a una longitud 37º59'54" Oeste, estando a una altitud de 158 metros. Su población estimada en 2016 era de 51.770 habitantes.
Tobias Barreto es caracterizada por la industria textil, principalmente los bordados. 
Posee un área de 1119,1 km². 
Su prefecto durante 2006 es Marly Barreto, que asumió la administración después del fallecimiento del prefecto José Ayrton, elegido en 2004.
- Datos: Q22033542
- Multimedia: Tobias Barreto (Sergipe) / Q22033542

1. ↑  Worldpostalcodes.org,código postal n.º 49.300-000.